# Brats
Brats (estilizada como BRATS ) es una banda japonesa de rock exclusivamente femenina formada en 2011 por las hermanas Rei y Aya Kuromiya. En 2015, la guitarrista Hinako se convirtió en miembro oficial del grupo. Lanzaron su primer álbum de larga duración BRATS en 2018, que contenía temas musicales que formarían parte del anime To Be Hero y la película japonesa Slavemen.

## Historia
Brats se formó en Tokio en agosto de 2011 por las hermanas Rei Kuromiya y Aya Kuromiya, cuando tenían 10 y 12 años, respectivamente. El nombre de la banda fue elegido por Rei debido a su personalidad de "mocosa" (brat-like, en inglés).  El 15 de agosto de 2012, Brats lanzó su primera maqueta "Gangan Do it!" el mismo día de su primera actuación en Shibuya Club Quattro. El 25 de agosto, recibieron un premio especial en el 634 Band Contest en el Azumabashi Fest. El 3 de mayo de 2013, Brats actuó en Imax Live 2013 celebrado en RUIDO K3 de Ikebukuro, y realizaron su primer show en vivo en solitario el 11 de agosto de 2013, en el mismo lugar. 
La banda detuvo sus actividades temporalmente en marzo de 2015, momento en que Rei Kuromiya se unió temporalmente al grupo Ladybaby, continuando hasta noviembre de 2017., hasta que el 10 de abril de 2015, lanzaron su primer sencillo producido de forma independiente, "Misery". 
El 21 de noviembre de 2015, Brats lanzó el vídeo musical 14-sai-byou (Enfermedad de los 14 años). La canción, producida por Temma Matsunaga de Urbangarde, presentaba a la banda tocando en un estilo tecno-rock conectado con imágenes religiosas, lolita y de terror.  

Rei declaró más tarde que sentía que, tanto la canción como su vídeo no representaban su visión de la banda: 
Es lo que Temma-san sentía que era Brats, y saltamos al mundo de Urbangarde. 

El 24 de diciembre de 2016, Brats publicó una imagen teaser en su sitio web con la fecha "27.12.16",  y 3 días después, el 27 de diciembre, Brats reveló su nuevo estilo de hard rock en el vídeo musical "Ainikoiyo", el tema de apertura del anime japonés To Be Hero. Rei explicó que la decisión de moverse hacia el hard rock se debió a que los miembros de la banda alcanzaron la mayoría de edad: 

Ahora, los tres somos un poco mayores y podemos expresar más nuestras propias opiniones, como '¡Queremos rockear más! ' Nos sentimos seguros de nuestra dirección, por lo que no tenemos dudas sobre nuestro futuro. 
El 29 de marzo de 2017, Brats regresó a las presentaciones en vivo con el concierto en solitario gratuito, "Reborn", en el Live Inn Rosa de Ikebukuro, su primera presentación en vivo en más de 2 años.   En el programa, anunciaron el próximo lanzamiento de un sencillo con doble cara A, que incluiría contenido adicional en vivo en ediciones especiales japonesas e internacionales.  El 3 de marzo de 2017, Brats lanzó el vídeo musical de la canción "Nounai Shoukyo Game", que sirvió como tema principal de la película japonesa Slavemen, dirigida por Noboru Iguchi .   El 21 de junio de 2017, Brats lanzó el sencillo doble cara A Ainikoiyo/Nounai Shoukyo Game, con pistas en vivo adicionales disponibles en el CD japonés de edición limitada y en el lanzamiento digital internacional, ingresando al Oricon Top 100 en el número 92 y alcanzando el número 8 en la lista Oricon Indies. 
El 25 de julio de 2018, la banda lanzó su primer álbum de larga duración, homónimo BRATS, que incluía "Ainikoiyo" y "Nounai Shoukyo Game" junto con nuevas canciones y versiones totalmente masterizadas de las pistas en vivo lanzadas anteriormente. El álbum alcanzó el número 111 en la lista de Oricon, y contó con el primer intento de la cantante Rei de escribir letras, acreditada como coautora de las canciones "Pain" y "Lost Place". Brats hizo su primera aparición en un concierto en vivo fuera de Japón en “Ambitious Girls Series 1” en West Bridge Hall en Seúl, Corea del Sur, junto al grupo de metal-idols Broken By The Scream el 20 de enero de 2019. La banda utilizó imágenes del concierto del evento en su vídeo musical de Unfair. 
El 10 de enero de 2020, Brats actuó en los Estados Unidos en el festival Anime Los Angeles, en Ontario, California, y lanzando el mismo día el que sería su cuarto sencillo, Excuser.  El 14 de febrero, la banda lanzó el sencillo digital No more No more con la imagen de portada filmada en Hollywood, California. 
El 24 de julio de 2020, la banda anunció el lanzamiento de su segundo álbum de estudio, titulado Karma, que se lanzaría el 30 de septiembre, sin embargo, el 27 de julio, la guitarrista Hinako anunció su salida, debido a diferencias creativas, y su deseo de experimentar con cosas nuevas. 

## Música e influencias
Las miembros de Brats han citado varias influencias del rock y el punk como inspiraciones para su estilo musical. 
El interés de Rei en la interpretación musical comenzó cuando vio un concierto de SCANDAL a la edad de 10 años, y Hinako comenzó una banda cuando tenía 15 años haciendo covers de bandas japonesas como ELLEGARDEN. Aya menciona a la cantante Mio Yamazaki como una música modelo para ella.  

## Miembros de la banda
Miembros actuales
- Rei Kuromiya (黒宮れい?) (b: 11/29/2000) - vocalista principal, guitarrista (2011–present)
- Aya Kuromiya (黒宮あや?) (b: 11/28/1998) - bajo, vocalista (2011–present)

Miembros anteriores
- Maria (まりあ?) (b: 6/3/2000) - batería (2011–2013)
- Seira Goto (後藤聖良?) (b: 6/8/1998) - guitarrista (2011–2014)
- Hinako (ひなこ?) (b: 9/5/1996) - guitarrista (2015–2020)

## Discografía

### Álbumes de estudio
| Año  | Detalles del álbum | Oricon |
| ---- | --- | ------ |
| 2018 | BRATS - Publicado: 25 de julio de 2018 - Sello: Fabtone - Formatos: CD, CD/DVD, descarga digital                                           | 111    |
| 2020 | Karma - Publicado: 30 de Septiemrer de 2020 - Sello: FAR EAST MONSTER RECORDS, Avex - Formatos: CD, CD/DVD, CD/Partitura, descarga digital | 152    |

### Álbumes en vivo
| Año  | Detalles del álbum | Oricon |
| ---- | --- | ------ |
| 2020 | Karma THE LIVE (Live at TSUTAYA O-EAST 2020.09.13) - Publicado: 11 de diciembre de 2020 - Sello: FAR EAST MONSTER RECORDS, Avex - Formatos: descarga digital                                | —      |
| 2021 | Ambitious Girls (Live at hord 2020.11.08) - Publicado: 1 de enero de 2021 - Sello: FAR EAST MONSTER RECORDS, Avex - Formatos: descarga digital                                              | —      |
| 2021 | YOUNG BLOODS (Live at YOKOHAMA BAY HALL 2020.12.13) - Publicado: 5 de febrero de 2021 - Sello: FAR EAST MONSTER RECORDS, Avex - Formatos: descarga digital                                  | —      |
| 2021 | Ambitious Girls Rock 1 (Live at TSUTAYA O-Crest 2021.01.10) - Publicado: 5 de marzo de 2021 - Sello: FAR EAST MONSTER RECORDS, Avex - Formatos: descarga digital                            | —      |
| 2021 | Ambitious Girls Rock 2 (Live at LIVE HOUSE FEVER 2021.03.20) - Publicado: 4 de junio de 2021 - Sello: FAR EAST MONSTER RECORDS, Avex - Formatos: descarga digital                           | —      |
| 2021 | Reload "Type A" - Ambitious Girls Rock 3 - (Live at Flowers Loft 22.07.2021-Noon) - Publicado: 26 de noviembre de 2021 - Sello: FAR EAST MONSTER RECORDS, Avex - Formatos: descarga digital | —      |
| 2021 | Reload "Type B" - Ambitious Girls Rock 4 - (Flowers Loft 2021.07.22-Night) - Publicado: 24 de diciembre de 2021 - Sello: FAR EAST MONSTER RECORDS, Avex - Formatos: descarga digital        | —      |

### Sencillos y EP
| Año  | Detalles del sencillo y EP | Oricon |
| ---- | --- | ------ |
| 2015 | "Misery" - Publicado: 10 de abril de 2015 - Lanzamiento independiente                                                                | —      |
| 2015 | "Juuyon Sai Byou" (十四歳病) - Publicado: 21 de noviembre de 2015 - Lanzamiento independiente                                        | —      |
| 2017 | "Ainikoiyo"/"Nounai Shoukyo Game" (アイニコイヨ / 脳内消去ゲーム) - Publicado: 21 de junio de 2017 - Etiqueta: TK Bros               | 92     |
| 2020 | "Excuser" (エクスキューザー) - Publicado: 10 de enero de 2020 - Sello: FAR EAST MONSTER RECORDS, Avex                                | —      |
| 2020 | "No more No more" - Publicado: 14 de febrero de 2020 - Sello: Far East Monster Records, Avex                                         | —      |
| 2020 | "Ms. Downer" - Publicado: 20 de marzo de 2020 - Sello: Far East Monster Records, Avex                                                | —      |
| 2020 | "Fate" - Publicado: 24 de abril de 2020 - Sello: Far East Monster Records, Avex                                                      | —      |
| 2020 | "Jigyakusei Loop" (自虐性Loop) - Publicado: 29 de mayo de 2020 - Sello: Far East Monster Records, Avex                               | —      |
| 2020 | "Kimarigoto (Version 2020)" (決 ま り ご と (Version 2020)) - Publicado: 26 de junio de 2020 - Sello: Far East Monster Records, Avex | —      |
| 2020 | "Toge" (棘) - Publicado: 31 de julio de 2020 - Sello: Far East Monster Records, Avex                                                 | —      |
| 2020 | "Forget me not" - Publicado: 28 de agosto de 2020 - Sello: Far East Monster Records, Avex                                            | —      |
| 2022 | "Spiderweb" - Publicado: 16 de septiembre de 2022 - Sello: Far East Monster Records, Avex                                            | —      |

## Videografía

### Videos musicales
- 2015: "Juuyon Sai Byou" (十四歳病)
- 2016: "Ainikoiyo" (アイニコイヨ)
- 2017: "Nounai Shoukyo Game" (脳内消去ゲーム)
- 2017: “Pain (EN VIVO)”
- 2018: "Kimarigoto" (決 ま り ご と)
- 2018: "Doudatte yokatta" (どうだってよかった)
- 2018: "(Kimarigoto) Versión en vivo".
- 2019: "Unfair"
- 2020: "Kaihou seyo" (解放セヨ)
- 2020: "No more No more"
- 2020: "Jigyakusei Loop" (自虐性Loop)
- 2020: "Ms. Downer (versión para fans)"
- 2020: "Toge" (棘)
- 2020: "Forget me not"
- 2021: "BRATS × Elena Egorova (LENALYOLIK) - 棘 (Toge)"
- 2021: "BRATS × Mao Nakada - ど う だ っ て よ か っ た (Doudatte yokatta) - Versión anime".
- 2022: "Spiderweb"

### Álbumes de vídeos
- 2012: 2012.7.28 Shibuya TAKE OFF7『FIRST LIVE』BRAT